# Daisel Quesada Sardiñas
Daisel Quesada Sardiñas (geboren 23. August 1995 in Ciego de Ávila) ist ein kubanischer Beachvolleyballspieler.

## Karriere
Quesada spielte beim NORCECA-Turnier 2014 mit Liosbel Mendez Iglesias und wurde Achter. 2015 bildete er ein Duo mit Karell Piña Ventoza. Quesada/Piña gewannen das NORCECA-Turnier in Punta Cana und wurden Vierte in Trinidad und Tobago. 2016 siegten sie erneut in Punta Cana. Sie wurden Fünfte in Varadero und Dritte in Trinidad und Tobago. 2017 gelangen ihnen auf der NORCECA-Tour drei Turniersiege in La Paz, Grand Cayman und Ocho Rios. Außerdem wurden sie Fünfte in Varadero. Über die NORCECA-Vorentscheidung qualifizierten sich Quesada/Piña für die Weltmeisterschaft in Wien. Dort verloren sie ihre drei Vorrundenspiele ohne Satzgewinn und schieden als Gruppenletzte aus.